# Тајрон (Џорџија)
Тајрон (Џорџија) (енгл. Tyrone) град је у америчкој савезној држави Џорџија. По попису становништва из 2010. у њему је живело 6.879 становника.

## Демографија
Према попису становништва из 2010. у граду је живело 6.879 становника, што је 2.963 (75,7%) становника више него 2000. године.
| Група             | 2000.         | 2010.         |
| Белци             | 3.646 (93,1%) | 4.490 (65,3%) |
| Афроамериканци    | 132 (3,4%)    | 1.741 (25,3%) |
| Азијати           | 39 (1,0%)     | 231 (3,4%)    |
| Хиспаноамериканци | 57 (1,5%)     | 246 (3,6%)    |
| Укупно            | 3.916         | 6.879         |